# Susaki
Susaki (jap. 須崎市 Susaki-shi) – miasto położone w prefekturze Kōchi, w Japonii, na wyspie Sikoku. Założone zostało 1 października 1954 roku.

## Populacja
Zmiany w populacji Susaki w latach 1970–2015:
| Rok  | Populacja |
| ---- | --------- |
| 1970 | 31 050    |
| 1975 | 31 019    |
| 1980 | 31 852    |
| 1985 | 31 378    |
| 1990 | 30 295    |
| 1995 | 28 742    |
| 2000 | 27 569    |
| 2005 | 26 039    |
| 2010 | 24 698    |
| 2015 | 22 598    |